# Muntjac de Roosevelt
El muntjac de Roosevelt (Muntiacus rooseveltorum) és una espècie de muntjac de situació controvertida. Un únic espècimen fou presentat al Museu Field el 1929 després d'una expedició de caça de Theodore (Jr) i Kermit Roosevelt. L'espècimen era una mica més petit que el muntjac comú i l'anàlisi de l'ADN ha demostrat que és diferent a les espècies de muntjac descobertes recentment. Hi ha hagut diverses al·legacions d'haver redescobert l'espècie, a partir de proves que inclouen cranis propietat de vilatans de les muntanyes Annamites, entre Laos i el Vietnam. Podria ser una subespècie del muntjac de Tenasserim, la distribució nadiua del qual són unes muntanyes més al nord-oest separades per terres baixes. Tanmateix, sense més proves no es pot determinar la posició exacta del muntjac de Roosevelt.